# Breteil
Breteil (tiếng Breton: Brezhiel) là một xã của tỉnh Ille-et-Vilaine, thuộc vùng Bretagne, miền tây bắc nước Pháp.

## Demography
The Người dân ở Breteil are known as Breteillais.
| 1806                                            | 1826 | 1846 | 1866 | 1886 | 1906 | 1926 | 1946 | 1962 | 1968 | 1975 | 1982 | 1990 | 1999 |
| ----------------------------------------------- | ---- | ---- | ---- | ---- | ---- | ---- | ---- | ---- | ---- | ---- | ---- | ---- | ---- |
| 1237                                            | 1296 | 1180 | 1257 | 1358 | 1236 | 1073 | 1030 | 815  | 833  | 1685 | 2436 | 2788 | 2974 |
| Starting in 1962: Population without duplicates |      |      |      |      |      |      |      |      |      |      |      |      |      |